# Napravení šíleného klauna
Napravení šíleného klauna (v anglickém originále Insane Clown Poppy) je 3. díl 12. řady (celkem 251.) amerického animovaného seriálu Simpsonovi. Scénář napsali John Frink a Don Payne a díl režíroval Bob Anderson. V USA měl premiéru dne 12. listopadu 2000 na stanici Fox Broadcasting Company a v Česku byl poprvé vysílán 4. února 2003 na stanici ČT1.

## Děj
Homer a Bart se pomocí ohňostrojů snaží splnit úkoly, které jim Marge uložila: opravit zaseknutou zásuvku, zdemolovat Spasitelovu boudu a pokusit se opravit Lízin videorekordér, ale nakonec místo toho ohňostrojem zničí její pokoj. Aby jí to vynahradili, stráví rodina na její narozeniny den na Springfieldském festivalu knih. Tam se setkávají se slavnými autory, jako jsou Stephen King, Tom Wolfe, John Updike a Amy Tanová. Při čekání ve frontě na autogram od Krustyho se Bart dá do řeči s dívkou jménem Sophie. Když se dostane do první řady, prozradí Krustymu, že je jeho dcera. 
Sophie Krustymu řekne, že se s její matkou seznámil, když sloužil jako voják ve válce v Zálivu a strávil s ní noc; druhý den však Krustyho odkopla (a málem zabila) poté, co zmařil její pokus o atentát na Saddáma Husajna, aby ochránil svou komediální scénku založenou na něm, a od té doby Krustyho a klauny nenávidí. Krusty se ukáže jako odtažitý a necitlivý otec a na výletě na pláž vidí Homera, jak si hraje s dětmi, a požádá ho o radu, jak být dobrým rodičem. Krusty a jeho dcera se začnou sbližovat a Sophie ukáže Krustymu své cenné housle a zahraje mu písničku. Ten večer hraje Krusty s Tlustým Tonym poker, při kterém dostane čtyři esa s králem, ale poté, co mu dojdou peníze a vsadí své hodinky Rolex, je nucen vsadit Sophiiny housle a prohrává s Tlustým Tonym, který měl postupku. 
Když se to Sophie dozví, ztratí ke Krustymu důvěru a Krusty se obrátí na Homera s prosbou o pomoc; oba se pokusí vniknout do sídla Tlustého Tonyho, zatímco se koná mafiánský summit. Najdou místnost plnou skříní na housle, ale většina z nich je naplněna zbraněmi. Pokusí se s kufříky proklouznout ven, ale ty spadnou na zem a kolem nich vypukne mafiánská přestřelka; Krusty housle najde a oba utečou. Druhý den Krusty vrátí housle Sophii, která s radostí zjistí, že pouzdro bylo vystláno penězi.

## Produkce
Epizodu napsali John Frink a Don Payne a hostují v ní Jay Mohr jako Christopher Walken, dále Stephen King, Amy Tanová a John Updike jako oni sami a Joe Mantegna jako Tlustý Tony. V epizodě také hostovala Drew Barrymoreová jako dcera Šáši Krustyho. Tlustý Tony se později objevil v kritikou oceňované Trilogii omylů. Epizoda byla napsána pro 11. řadu, ale vyrobena jako součást 12. řady.
Původně byl Homer Simpson tím, kdo byl překvapen, že má dlouho ztracenou dceru, ale na návrh Mikea Scullyho to bylo změněno na Krustyho. Během produkce šla Julie Kavnerová, hlas Marge Simpsonové, do rádia Stephena Kinga, aby nahrála repliky. Ian Maxtone-Graham byl tím, kdo navrhl Jaye Mohra, protože skutečný Christopher Walken se na nahrávání nemohl dostavit.

## Kulturní odkazy
Název epizody si hraje s hiphopovou skupinou Insane Clown Posse z Detroitu ve státě Michigan. Krustyho vystoupení na USO show je parodií na Boba Hopea, který je známý svými USO show. Původně měl Vočko říct „Anny Deskanko“ v narážce na Ani DiFranco. Stejně jako v některých předchozích epizodách zazní píseň, ve které vystupuje NRBQ. Tlustý Tony se ve skutečnosti jmenuje Marion, stejně jako herec John Wayne.

## Přijetí
Epizoda se setkala s negativním hodnocením kritiků. Colin Jacobson z DVD Movie Guide uvedl: „Po dvou docela dobrých dílech se 12. řada setkává s průměrností v dílu Napravení. V žádném okamžiku se pořad nestává špatným, ale prostě mu chybí mnoho skutečných úsměvných momentů. Kromě několika zábavných cameí na knižním veletrhu nedokáže přinést mnoho šmrncu a spíše se vleče.“. Mark Naglazas z The West Australian označil epizodu za „zklamání“. Poznamenal, že je spolu s Příběhem dvou Springfieldů (který měl v Austrálii premiéru tentýž večer) je „tak surrealistická, že by si nad ní Salvador Dalí poškrábal hlavu“. Hostování Johna Updikea však označil za příklad „sofistikované komedie“. Deník The Daily Telegraph uvedl: „Díl se ztrácí ve změti hostujících hvězd. Jména se pohybují od vznešených až po směšné, přesněji řečeno od spisovatele Johna Updikea, nositele Pulitzerovy ceny, po herečku Drew Barrymoreovou. Zdá se, že scénář je koncipován pouze tak, aby se do něj vešlo co nejvíce velkých jmen. Ach, za časy, kdy to bylo naopak a hostující hvězdy se přizpůsobovaly scénáři.“. Podle Maca McEntireho z DVD Verdictu byl nejlepším momentem dílu Tlustý Tony a housle.

### Úvaha Johna Updikea
John Updike popsal zážitek z účinkování v Simpsonových publiku na univerzitě v Cincinnati v roce 2001 a jeho úvahy byly zaznamenány v knize Updike in Cincinnati. Updike energicky zvolal: „Nemohu tvrdit, že jsem chorobně zapálený fanoušek, ale v zásadě jsem Simpsonovým dobře nakloněn a lichotilo mi, že mě požádali, abych byl jedním z mnoha hlasů, které zapracovávají do nekonečné ságy o Springfieldu… Bylo to takové pozvání, na které se nedá říct ne. Všiml jsem si, že Amy Tanová a Stephen King dostali v epizodě mnohem víc replik než já.“. Vtipkoval, že se potýkal se smíchem, který musel v epizodě předvést, a řekl: „Jak se má člověk smát přes mikrofon… aby to bylo hodné Simpsonových?“.